# 이나가와촌
이나가와촌(稲川村)은 야마가타현 아쿠미군에 있던 촌이다.

## 역사
- 1922년 6월 1일 - 이나다촌 (야마가타현), 가와쓰라촌이 합병해 이나가와촌이 성립하였다.
- 1954년 8월 1일 - 구 유자정, 니시유자촌, 와라비오카촌, 다카세촌, 후키우라촌과 합병해 유자정이 신설되어 소멸하였다.

## 참고문헌
- 『市町村名変遷辞典』東京堂出版、1990年。